# Seaford, East Sussex
Seaford är en stad och civil parish i grevskapet East Sussex i sydöstra England. Staden ligger i distriktet Lewes, på den engelska sydkusten. Tätorten (built-up area) hade 23 865 invånare vid folkräkningen år 2021.